# Medicilândia
Medicilândia är en kommun i Brasilien.   Den ligger i delstaten Pará, i den centrala delen av landet, 1 500 km norr om huvudstaden Brasília. Antalet invånare är 27 442.
I omgivningarna runt Medicilândia växer i huvudsak städsegrön lövskog. Trakten runt Medicilândia är nära nog obefolkad, med mindre än två invånare per kvadratkilometer.